# 벤텐섬 (오마정)

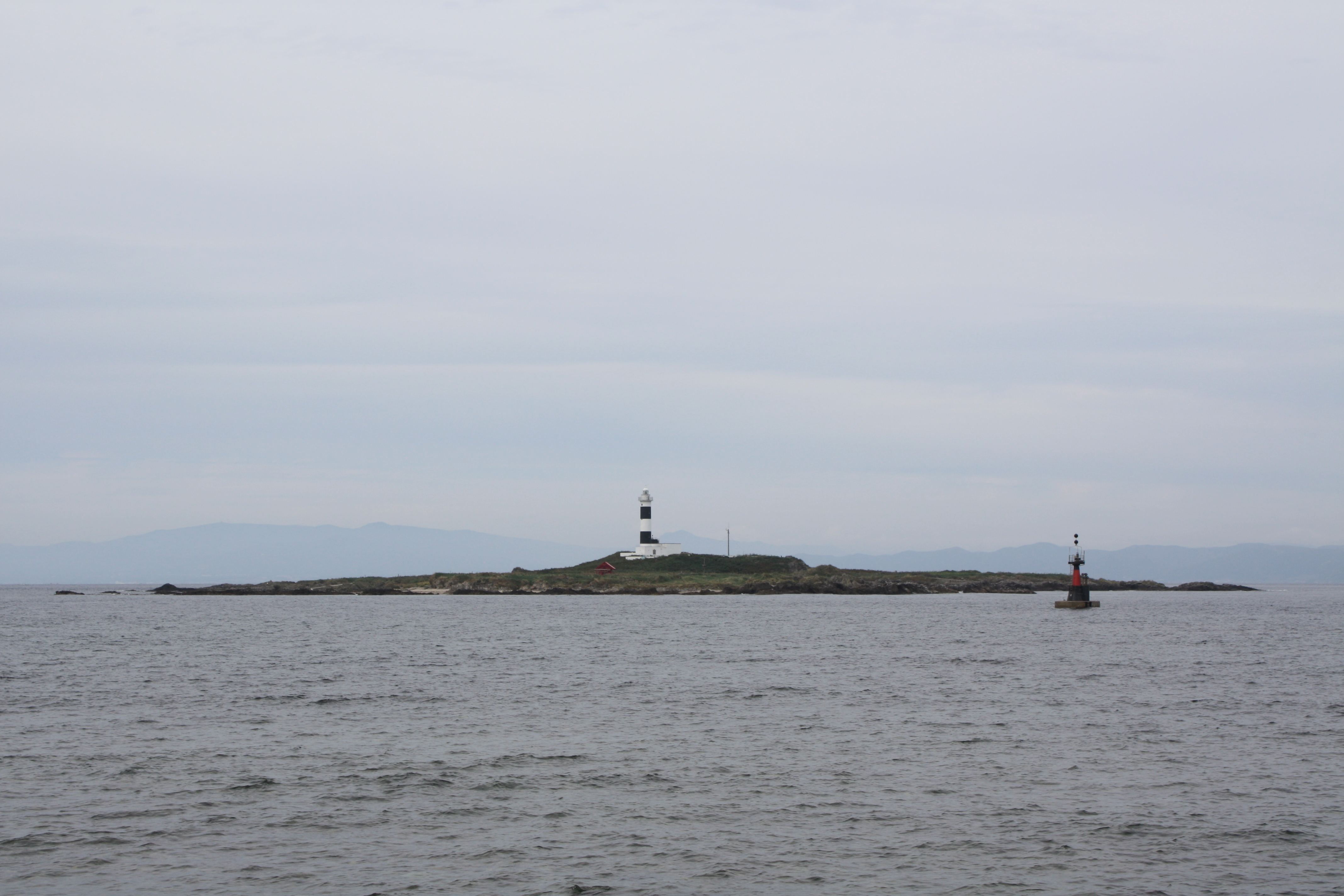

벤텐섬(弁天島)은 일본 혼슈 아오모리현 오마정에 위치해 있는 섬이다. 혼슈의 최북단으로, 사람이 살지 않는 무인도이다. 혼슈와 홋카이도 사이인 쓰가루 해협에 위치한 섬으로, 맑은 날에는 홋카이도의 하코다테시가 보이기도 한다. 섬의 면적은 0.14km2이다. 이 섬은 돌로 이루어져 있어 거의 돌밖에 없다.

## 같이 보기
- 아오모리현
- 오마정
- 혼슈
- 홋카이도
- 시모키타군
- 하코다테시
- 일본의 극점
- 쓰가루 해협